# جوليانا ديفر
جوليانا ديفر (بالإنجليزية: Juliana Dever)‏ هي منتجة أفلام وممثلة أمريكية، ولدت في 17 ديسمبر 1980 بسانت لويس في الولايات المتحدة.

## أعمال

### مسلسلات
- عقول إجرامية
- كاسل

## وصلات خارجية
- جوليانا ديفر على موقع IMDb (الإنجليزية)
- جوليانا ديفر على موقع ألو سيني (الفرنسية)
- جوليانا ديفر على موقع أول موفي (الإنجليزية)
- جوليانا ديفر على موقع قاعدة بيانات الفيلم (الإنجليزية)
- جوليانا ديفر على موقع كينوبويسك (الروسية)